# Jeity
Jeity（ジェイティ、1985年12月20日 - ）は、日本・群馬県前橋市出身。の歌手、モデル、YouTuber。
2024年現在は、柳田優樹名義で、昭和歌謡リバイバルプロジェクトチーム「MATSURI」の一員として活動している。

## 概要
身長183cm。血液型O型。スペイン、フィリピン、日本を含む4ヶ国のMIX。
ギタリストである母の影響で幼い頃から音楽に触れ、海外での経験から帰国後に地元のクラブでのライブ活動をスタートさせる。地元群馬では生演奏によるcoverライブを定期的に開催。その後、自分の音楽と可能性を追求するため2010年より東京へ拠点を移す。そのルックスを活かし、ライブを重ねる合間にはモデル業もこなしていた。
2012年３月には｢大人の女性のラブソングの代名詞｣の小林慶の楽曲に初参加、「春の人 duet.with Jeity」がレコチョク・クラブうた TOPページより先行配信。同曲が収録された小林慶2ndアルバム「Luv life」が全国発売される。2016年には城田純、和田泰右と音楽ユニット「THE DU」を結成。同年4月27日、アニメ『ジョジョの奇妙な冒険 ダイヤモンドは砕けない』のオープニングテーマ「Crazy Noisy Bizarre Town」をリリース。さいたまスーパーアリーナで開催されたAnimelo Summer Live2016 刻-TOKI-出演。
現在YouTuber「NOBLEAN(ノーブルマン)」のメンバーとして活動し、登録者数は35万人を突破した。共に活動するRHEE(シヒョン)、Mickyの所属していたk-popユニット「JacKs」とは、彼らのワンマンライブにfeat.という形で共演している。
現在はYouTuberとしての活動のほか、DJ、ソロライブ等、多方面でマルチに活躍。「NOBLEAN(ノーブルマン)」として公開している動画内では「彼女はリスナーのみんな」と公言しており、整ったルックス、スタイルから老若問わず女性層からの支持が厚い。
歌手としては現在も止まることなくソロ活動を続けており、2019年8月に待望のソロシングル曲「燃える」「夜明けの恋人」を2曲同時配信。
2019年の夏には、ふくい舞、So.y、KYO-HEY等と共に結成したヴォーカルチーム「イエローソーダ」で「Yellow soda」をリリースし、全国ツアーを開催した。
また、同年11月に、城田優が演出、主演を務める「ファントム」でミュージカルデビューを果たした。
パワフルでクリアな声と、繊細で甘いファルセットを使い分け、今を捉えつつもオリジナリティ溢れる楽曲に乗せていく注目のシンガーである。

## ライブ・コンサート
- 「JO☆STARS Special Live 2016 ～Bizarre Night～」（Zeppダイバーシティ東京　2018年5月28日 / THEDU）
- 「Animelo Summer Live2016 刻-TOKI-」（さいたまスーパーアリーナ　2016年8月28日 / THE DU）
- 「JO☆STARS Special Live 2016 〜Bizarre Night〜 追加公演」（赤坂BLITZ  2016年9月4日 / THEDU）
- 「メルクストーリアオーケストラコンサート2019-癒術師と旅の音色-」にゲストヴォーカル出演（2019年5月3日）

## 略歴
- 2012年4月、MAY'S 、KG、SHIKATA、中村舞子、三浦サリー、ソナーポケット、SKY-HI(AAA)など数多くのメジャーアーティストと共演していたグループ、Xanaに加入。
- 2013年5月、Takuyaと群馬出身の2人組ボーカルユニット「Fristkiss JJ」を結成。東方神起のcoverを中心に、新大久保Triple-K(トリプルK)および地元群馬県を拠点に活動。
- 「Fristkiss JJ」としての活動と並行し、シヒョン、Takuya、KEIGO、RIKIと5人組ボーカル&ダンスユニット「CHROME JACKS 」を結成。新大久保Triple-K(トリプルK)をホームグランドに活動。
- 「CHROME JACKS」を再編成した新たな3人組ボーカル&ダンスユニットとしてTakuya、RIKIと「CHROME」を結成。新大久保を中心に活動。2016年5月解散。
- 2017年、RHEE、KOUとYouTuber「NOBLEMAN(ノーブルマン)」を結成。kiii所属。2018年10月、Mickyが新メンバーとして加入し、現在4人のメンバーで活動中。
- 2018年、舞台「SANZⅡ」に大和役として出演。
- 2018年、舞台「MIRRORION」にブラッド役として出演。
- 2019年5月、テレビアニメ化されたスマートフォン用ゲームアプリ『メルクストーリア』のオーケストラコンサートでゲストボーカルとして出演。
- 2019年8月、「燃える」「夜明けの恋人」をiTunes、Spotify、Google Play Music、Amazon Music、Apple Musicなどの音楽配信サービスよりリリース。
- 2019年11月、城田優が演出、主演を務めるミュージカル「ファントム」に出演。

## 余談
「THE DU」のボーカルトレーナーは『ジョジョの奇妙な冒険 スターダストクルセイダース』オープニングテーマ「STAND PROUD」の歌唱担当である橋本仁がつとめた。また、「Crazy Noisy Bizarre Town」作曲の小田和奏氏は第二部OP『BLOODY STREAM』の歌唱担当のCoda氏であることが明かされた。コーラスにはこの2人も参加している。

## 楽曲
| リリース日 | タイトル                 | アーティスト名 | 備考                                                                      |
| ---------- | ------------------------ | -------------- | ------------------------------------------------------------------------- |
| 2012/3/21  | 春の人 duet with Jeity   | 小林 慶        | アルバム「Luv Life/小林 慶」収録曲                                        |
| 2016/4/26  | Crazy Noisy Bizarre Town | THE DU         | アニメ『ジョジョの奇妙な冒険 ダイヤモンドは砕けない』のオープニングテーマ |
| 2019/8/2   | 燃える                   | Jeity          | 音楽配信サービスよりリリース                                              |
| 2019/8/2   | 夜明けの恋人             | Jeity          | 音楽配信サービスよりリリース                                              |
| 2019/9/1   | Yellow soda              | イエローソーダ | 音楽配信サービスよりリリース                                              |